# Piquirenda
Piquirenda es una localidad argentina del Departamento General José de San Martín, provincia de Salta.
Se accede desde la Ruta Provincial 34 desde la ciudad de Aguaray.

## Población
Contaba con 505 habitantes (Indec, 2001), lo que representa un incremento del 25,3 % frente a los 403 habitantes (Indec, 1991).

## Defensa Civil

### Sismicidad
La sismicidad del área de Salta es frecuente y de intensidad baja, y un silencio sísmico de terremotos medios a graves cada 40 años.
- Sismo de 1930: aunque dicha actividad geológica catastrófica, ocurre desde épocas prehistóricas, el terremoto del 24 de diciembre de 1930 (94 años),[2] señaló un hito importante dentro de la historia de eventos sísmicos jujeños, con 6,4 Richter. Pero nada cambió extremando cuidados y/o restringiendo códigos de construcción.[1]
- Sismo de 1948: el 25 de agosto de 1948 (76 años) con 7,0 Richter, el cual destruyó edificaciones y abrió numerosas grietas en inmensas zonas.[2][1]
- Sismo de 2010: el 27 de febrero de 2010 (15 años) con 6,1 Richter.

## Energía
La Central Térmica Piquirenda fue construida entre 2008 y 2010, posee una planta de generación de energía termoeléctrica de 30 MW compuesta por 10 generadores General Electric Jenbacher JGS-620 alimentados con gas natural, lo que representa el 0,1 % de la capacidad de Argentina.